# Hadres
Hadres é um município da Áustria localizado no distrito de Hollabrunn, no estado de Baixa Áustria.